# Scaeva
Genre
Scaeva est un genre d'insectes diptères du sous-ordre des Brachycera (les Brachycera sont des mouches muscoïdes aux antennes courtes), de la famille des Syrphidae, de la sous-famille des Syrphinae, de la tribu des Syrphini.

## Liste d'espèces
Selon BioLib (25 juin 2025) :
- Scaeva albomaculata (Macquart, 1842)
- Scaeva caucasica S. Kuznetsov, 1985
- Scaeva dignota (Rondani, 1857)
- Scaeva komabensis (Matsumura, 1917)
- Scaeva lagodechiensis Kuznetsov, 1985
- Scaeva latimaculata (Brunetti, 1923)
- Scaeva mecogramma (Bigot, 1860)
- Scaeva melanostoma (Macquart, 1842)
- Scaeva occidentalis Shannon, 1927
- Scaeva opimius (Walker, 1852)
- Scaeva pyrastri (Linnaeus, 1758)
- Scaeva selenitica (Meigen, 1822)

Selon Fauna Europaea (15 aout 2016) :
- Scaeva albomaculata (Macquart 1842)
- Scaeva dignota (Rondani 1857)
- Scaeva mecogramma (Bigot 1860)
- Scaeva pyrastri (Linnaeus 1758)
- Scaeva selenitica (Meigen 1822)

Selon ITIS (15 aout 2016) :
- Scaeva pyrastri (Linnaeus, 1758)
- Scaeva selenitica (Meigen, 1822)